# Alexandre Teixeira
Alexandre Teixeira, né le 10 novembre 1984 à Paris, est un joueur international français de futsal.
International français, il est un joueur historique du Sporting Paris, quadruple champion de France de Futsal. Il est, à l’heure actuelle, le meilleur buteur de l’Equipe de France de l’histoire.

## Biographie

### Débuts en football traditionnel
Né en 1984 à Paris d’une mère française d’origine algérienne, et d’un père portugais, Alexandre Teixeira suit ses classes au collège Georges-Brassens de Saint Mard. Il intègre ensuite un lycée d’hôtellerie, mais ne termine pas la formation. Alexandre aide dans le restaurant familial à Aulnay-sous-Bois,.
Sa carrière sportive débute dans le club de Claye-Souilly, à l’âge de huit ans. À quatorze ans, le CS Meaux le repère. Il joue au CSM des 14 aux 16 ans nationaux, plus haute division possible. Il rejoint alors le club de Villepinte durant deux années. Le RC Lens le remarque alors lors d’un stage et le fait signer puis le prête immédiatement au Le Mans UC. Non conservé par les deux clubs, la faute à des problèmes de discipline de son aveu, le joueur revient en région parisienne à l’âge de 19 ans, à Noysel. Avec le club de Champs, en 1re série régionale, il déclare : « j'ai eu l'occasion de tester le futsal et ça m'a vite plu »,. 

### Uniquement joueur de futsal
En 2005, Texeira crée le club de futsal de Claye-Souilly, qu’il amène de la 3e à la 2e division de la Ligue de Paris Île-de-France de football. En 2006, il intègre le Kremlin-Bicêtre United. 
Un an plus tard, la rencontre avec le président du Sporting Club de Paris lors d’un match de championnat le convainc de rejoindre ce club. Teixeira adhère tout de suite au projet proposé par la suite par le président, et joue l’année suivante en 1re série francilienne. Cette même-année, le joueur reçoit sa première sélection en équipe de France de futsal, à 23 ans. En parallèle, Teixeira signe un contrat de six mois la même année pour le club du FK SIAD Most, club de football de première division tchèque, synonyme de multiples aller-retour. Mais, proportionnellement aux contraintes qu’il connaît en Tchéquie, il y préfère le futsal en France.
En 2009, année du premier championnat de France de futsal, Teixeira se consacre uniquement au futsal.
En 2011, Texeira est un des seuls Français à vivre du futsal et est alors considéré comme le meilleur joueur français. « Au Sporting, je suis payé pour jouer avec un salaire fixe et des primes et j'ai signé un contrat avec le nouvel équipementier de l'équipe de France ». « Mon club me verse le SMIC, auquel s’ajoute quelques primes. Mais comme il n’y a pas encore de statut de joueur professionnel, je suis payé en tant qu’éducateur. En échange, j’anime quelques séances d’entraînement pour les plus jeunes ». Soit environ 1 500 € de son club, auquel s'ajoute une prime de 500 € tous les cinq matchs en équipe de France.
Au terme de la saison 2012-2013, Teixeira remporte son troisième championnat de France consécutif avec le Sporting Paris ainsi que la Coupe nationale pour la quatrième fois consécutive et un troisième doublé de suite.
En février 2014, Alexandre Teixeira est toujours considéré comme le meilleur joueur français de sa génération. « Aujourd'hui, il est le joueur français le mieux payé et gagne 1 500 euros par mois » , témoigne Rodolphe Lopes, son entraîneur du Sporting Paris.
En novembre 2014, après le quatrième titre national consécutif, Teixeira et le Sporting deviennent le premier club français à le tour élite de la Coupe de Futsal de l'UEFA. Alexandre y marque notamment lors du premier match face aux Serbes d'Ekonomac.
Lors de la deuxième journée de D1 2016-2017, le Sporting Paris voit le retour d'Alexandre Teixeira dans ses rangs à Bruguières (0-4).
Début septembre 2017, Teixeira inscrit le premier but de la saison du Sporting et remporte la première journée à Béthune (1-3).
À l'été 2018, il rejoint le Torcy futsal en Division 2, mais revient au Sporting à la mi-saison.

### En équipe de France
En 2007, Alexandre Teixeira connaît sa première sélection en équipe de France de futsal, face à la Géorgie, à 23 ans. Lors de ce match, il inscrit son premier but en bleu pour une victoire 2-1.
Fin janvier 2013, Teixeira marque face à Saint-Marin pour la première rencontre du tour préliminaire de l'Euro UEFA 2014 (12-0) puis inscrit un doublé face à Gibraltar (6-2). Mais les Bleus sont éliminés à la différence de but, au profit du Monténégro (1-1).
Retenu pour le stage de préselection en septembre 2014, il inscrit un doublé le mois suivant lors de la première des deux confrontations amicales en Bosnie-Herzégovine (victoire 2-7).
En janvier 2015, Teixeira ouvre le score dans les deux amicaux contre la Finlande (victoires 5-2 puis 5-4). À la fin du mois, lors du tour préliminaire du Championnat d'Europe 2016, il clôt le score contre Saint-Marin (5-1). Après un succès contre l'Albanie (5-2), Teixeira double le score face à la Moldavie (4-2), pour une victoire qualifiant pour le tour principal. En mars, il est retenu pour le tour principal de l'Euro.
En novembre 2015, il signe un doublé face au Monténégro, lors du second match amical consécutif contre cet adversaire (4-2). Alors meilleur buteur de l'histoire de la sélection française avec 56 buts en autant de match, Alexandre Teixeira décide de se mettre en retrait de la sélection pour raison personnelle.
En octobre 2020, cinq ans après sa dernière convocation, Teixeira est rappelé par Pierre Jacky pour deux matches amicaux en Roumanie,. Il compte alors soixante buts en 65 capes.
En Équipe de France de 2007 à 2020, Alexandre Teixeira inscrit soixante buts en 65 matches, un record ensuite battu par Abdessamad Mohammed.

## Palmarès
- Championnat de France (4)
  - Champion : 2011, 2012, 2013 et 2014
  - Vice-champion : 2009 et 2010
- Coupe de France (5)
  - Vainqueur : 2010, 2011, 2012, 2013 et 2015
  - Finaliste : 2009